# Nancy-sur-Cluses
Nancy-sur-Cluses é uma comuna francesa na região administrativa de Auvérnia-Ródano-Alpes, no departamento da Alta Saboia. Estende-se por uma área de 14.22 km². Em 2010 a comuna tinha 477 habitantes (densidade: 33,5 hab./km²).